# Mottener Forst-Süd
Mottener Forst-Süd är ett kommunfritt område i Landkreis Bad Kissingen i Regierungsbezirk Unterfranken i förbundslandet Bayern i Tyskland.